# Владовка (Черниговский район)
Вла́довка (укр. Владівка) — село,
Владовский сельский совет,
Черниговский район,
Запорожская область,
Украина.
Код КОАТУУ — 2325581901. Население по переписи 2001 года составляло 1026 человек.
Является административным центром Владовского сельского совета, в который, кроме того, входит село
Степовое.

## Географическое положение
Село Владовка находится на берегах реки Бегим-Чокрак,
выше по течению на расстоянии в 2 км расположено село Степовое,
ниже по течению на расстоянии в 2 км расположено село Ланковое.

## История
- Меннонитское село Гиршау, основано в 1848 г[2]. В 1945 г. переименовано во Владовку[3]. В 1950+х годах в состав села вошло село Речное (до 1946 г. — Ротфронт, до 1935 г. — Вальдгейм), с 1935 по 1939 годы бывшее районным центром Ротфронтовского немецкого национального района.

## Экономика
- «Нива», ООО.
- «Владовское РТП», ОАО.

## Объекты социальной сферы
- Школа.
- Детский сад.
- Дом культуры.
- Больница.

## Достопримечательности
- Братская могила 12 советских воинов.